# سو لي
سو لي هي لاعبة رماية صينية، ولدت في 3 مايو 1985.

## وصلات خارجية
- سو لي على موقع الاتحاد الدولي (الإنجليزية)
- سو لي على موقع اللجنة الأولمبية الصينية (الإنجليزية)